# Bohdan Osiński
Bohdan Wacław Osiński (ur. 24 kwietnia 1925 w Neuchâtel w Szwajcarii, zm. 18 października 1991) – polski inżynier chemik, poseł na Sejm X kadencji.

## Życiorys
W okresie II wojny światowej należał do Armii Krajowej. Był uczestnikiem powstania warszawskiego (walczył w Zgrupowaniu Pułku Baszta – w stopniu kaprala podchorążego, pseud. Chmiel). W 1952 ukończył studia na Politechnice Łódzkiej. Zatrudniony w Instytucie Przemysłu Organicznego (1952–1958), następnie był kierownikiem Spółdzielni Pracy Chemików „Xenon” w Łodzi. Pracował również w Spółdzielczym Ośrodku Badawczo-Rozwojowym Pralnictwa w Łodzi. Był współautorem trzech patentów.
W 1965 wstąpił do Stronnictwa Demokratycznego. Był członkiem Prezydium Dzielnicowego Komitetu SD w dzielnicy Łódź-Śródmieście, a także Prezydium Łódzkiego Komitetu SD. Zasiadał w Centralnym Komitecie SD. W latach 1980–1981 należał do NSZZ „Solidarność”. W 1982 w związku z brakiem akceptacji dla wprowadzenia stanu wojennego został pozbawiony stanowisk partyjnych, a także zawieszony w członkostwie w SD. W latach 1981–1983 współorganizował Duszpasterstwo Żołnierzy AK, w 1987 przeszedł na emeryturę.
W 1989 został wybrany na posła na Sejm X kadencji w okręgu Łódź-Śródmieście z puli SD. Był sekretarzem Klubu Poselskiego SD, następnie przeszedł do Parlamentarnego Klubu Ekologicznego. Politycznie związany też z Porozumieniem Centrum. Zasiadał w zarządzie okręgu łódzkiego Stowarzyszenia Żołnierzy AK. Zmarł przed końcem kadencji parlamentu, został pochowany na cmentarzu na Mani w Łodzi.
Żonaty z Mają Osińską, pracowniczką zakładów „Xenon”, miał dwoje dzieci. Odznaczony w 1981 Złotym Krzyżem Zasługi.